# 伊達爾戈城 (米卻肯州)
伊達爾戈城是墨西哥的城市，由米卻肯州負責管轄，位於該國中部，始建於1531年，面積1,063平方公里，海拔高度2,060米，主要經濟活動有林業和木製品，2010年人口118,542。